# Hønsebenstræ
Hønsebenstræ (Thujopsis dolabrata) eller på japansk Hiba er et mellemstort, stedsegrønt nåletræ med en bredt kegleformet vækstform. Grenene er vandrette til opstigende, og stammen er ret og gennemgående. Planten tåler og holder af høj fugtighed, både i jorden og luften.

## Beskrivelse
Barken er først synlig på meget gamle grene og stammer, hvor den er gråbrun og strimlet. Skudsystemerne minder om Livstræets, blot i en grovere udgave. De er fuldstændigt flade. Nålene er trekantede, skælformede, læderagtige og skinnende grønne på oversiden. Undersiden er rent hvid med grønne kanter. Koglerne er korte og bredt ægformede, først blågrønne og siden brune. Frøene modner ikke i Danmark.
Rodnettet er højtliggende og groft. 
Højde x bredde og årlig tilvækst: 12 × 6 m (30 × 15 cm/år).

## Hjemsted
Hønsebenstræ vokser som underskov på de høje bjerge i Japan. 
120 km nord for Tokyo findes den i 1269 m højde sammen med Japansk Bøg, Japansk Lærk, Quercus mongolica var. grosseserrata, Skruegran, Tsuga diversifolia og Ulmus japonica.

## Sorter
- Hønsebenstræ 'Nana' (Thujopsis dolabrata 'Nana')

| Portal | Portal:Botanik |